# Bythocaris floridensis
Bythocaris floridensis är en kräftdjursart som beskrevs av Abele och Martin 1989. Bythocaris floridensis ingår i släktet Bythocaris och familjen Hippolytidae. Inga underarter finns listade i Catalogue of Life.